# Machimus retrospectus
Machimus retrospectus är en tvåvingeart som beskrevs av H. Oldroyd 1975. Machimus retrospectus ingår i släktet Machimus och familjen rovflugor. Inga underarter finns listade i Catalogue of Life.